# Монморанси-Лаваль, Франсуа де
Франсуа Ксавье де Монморанси-Лаваль (фр. François-Xavier de Montmorency-Laval; 30 апреля 1623[…], Монтиньи-сюр-Авр[…] — 6 мая 1708[…], Квебек, Квебек[…]) — представитель младшей ветви дворянского рода Монморанси, близкий к иезуитам деятель католической Контрреформации, первый епископ Квебека (c 1659 года). Дважды (в 1663 и 1682 годах) временно замещал губернатора Новой Франции.

## Биография
При епископе Лавале Квебек превратился в оплот Контрреформации, деятельность протестантских церквей была запрещена, В 1663 году основал старейшее высшее учебное заведение в стране — католическую семинарию в городе Квебеке, на основе которой в 1852 году был создан первый франкоязычный университет Канады, получивший в честь своего основателя название Лавалевского университета.
Политикой Лаваля на посту епископа Квебека стала ориентация католической церкви Новой Франции (Канады) непосредственно на Рим (папскую курию), независимость от французских кардиналов и короны. Продолженная преемниками Лаваля в XVIII—XIX веках подобная ориентация (ультрамонтанство) объективно способствовала отрыву Квебека от Франции и формированию франко-канадского народа как нации, в этнокультурном отношении обособленной от «европейских» французов. Участвовал в обороне Квебека в ходе войны Аугсбургской лиги.

## Почитание
22 июня 1980 года папа римский Иоанн Павел II причислил Франсуа Ксавье де Монморанси-Лаваля к лику блаженных. 3 апреля 2014 года папа Франциск причислил его к лику святых.